# Walsplateren
Het walsplateren is een proces waarbij door middel van een walsproces een corrosievaste laag op een corrosiegevoelig metaal wordt aangebracht. Daarbij wordt meestal een laag roestvast staal (3 tot 5 mm) of aluminium of koper (0,5 mm) aangebracht. Er wordt vaak op hogere temperatuur gewalst, dit is niet nodig om het materiaal te smelten maar om de diffusiesnelheid van de metaalatomen te versnellen. Gezien de snelheid van aanbrengen van de laag is het een relatief goedkoop proces, waarin veel materiaalcombinaties mogelijk zijn. Probleem is dat bij het walsplateren de verschillende lagen soms niet goed hechten.